# یونگ سو جونگ شجاع
یونگ سو جونگ شجاع (کره‌ای: 용감무쌍 용수정؛ انگلیسی: The Brave Yong Soo-jung) یک مجموعه تلویزیونی محصول کره جنوبی با بازی اوم هیون کیونگ به عنوان نقش اصلی در کنار سو جون یونگ، لیم جو اون و کوان هوا وون است. این مجموعه از ۶ مه ۲۰۲۴، روزهای دوشنبه تا جمعه ساعت ۱۹:۰۵ (کی‌اس‌تی) از ام‌بی‌سی پخش شد.

## بازیگران

### اصلی
- اوم هیون کیونگ در نقش یونگ سو جونگ[۵]
- سو جون یونگ در نقش یو یی جو[۵]
- لیم جو اون در نقش چوی هه را[۵]
- کوان هوا وون در نقش جو وو جین[۵]